# GNewSense
gNewSense (спершу називався Gnusiance, gnubuntu або Ubuntu-libre) — дистрибутив Linux на основі Debian та Ubuntu, прагне створити дистрибутив зі 100 % вільним програмним забезпеченням. Проєктувався спеціально для людей, які бажають використовувати лише вільним програмним забезпеченням. Офіційно підтримується організацією Free Software Foundation. Версія 1.0 вийшла 2 жовтня 2006 року.
Починаючи з версії 2.0 gNewSense доступний для архітектури i386, і так само, як і Ubuntu встановлюється з LiveCD. Видалення закритого firmware з ядра Linux означає, що багато пристроїв, наприклад wifi адаптери не працюватимуть, оскільки не мають відкритих аналогів.

## Відмінності
Не зважаючи на те, що gNewSense побудований на основі Ubuntu, він має ряд важливих відмінностей:
- Закрите мікро програмне забезпечення було видалено з ядра лінукс
- Репозитарій із закритим програмним забезпеченням не доступний за умовчанням — як в Ubuntu'івських «restricted» та «multiverse» репозитаріях
- Репозитарій пакунків «Universe» доступний за умовчанням
- Інструментарій для розробки програмного забезпечення (gcc, make, та ін.) встановлюються за умовчанням
- bsdgames, nethack, build-essential та GNU Emacs також встановлюються за умовчанням
- Не вільна документація та графіка були видалені
- Mozilla Firefox перейменовано у BurningDog, щоб уникнути певних обмежень пов'язаних із торговою маркою, які виражаються у неможливості модифікації джерельних текстів оглядача і встановлення не вільних доповнень. Подібним чином зробили розробники Debian GNU/Linux, перейменувавши його в Iceweasel

## Ресурси тенет

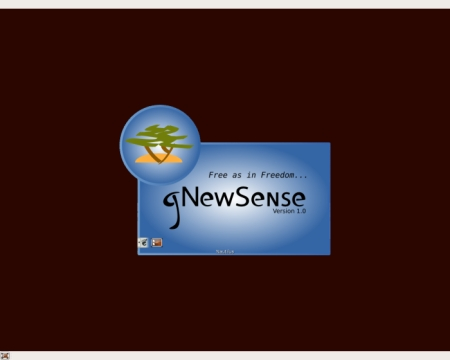
splashscreen gNewSense

- Офіційний майданчик тенет
- Анонс версії 1.0 [Архівовано 9 листопада 2020 у Wayback Machine.]
- Інформація про комп'ютер Річарда Столмена [Архівовано 21 грудня 2007 у Wayback Machine.]